# 2325 Chernykh
Chernykh (asteroide 2325) é um asteroide da cintura principal, a 2,6109843 UA. Possui uma excentricidade de 0,1696442 e um período orbital de 2 036,58 dias (5,58 anos).
Chernykh tem uma velocidade orbital média de 16,79665211 km/s e uma inclinação de 1,91488º.
Esse asteroide foi descoberto em 25 de Setembro de 1979 por Antonín Mrkos.
Foi batizado em homenagem aos astrônomos russos Lyudmila Ivanovna Chernykh e Nikolai Stepanovich Chernykh.